# Busalla (bière)
Ne pas confondre avec la ville italienne, Busalla

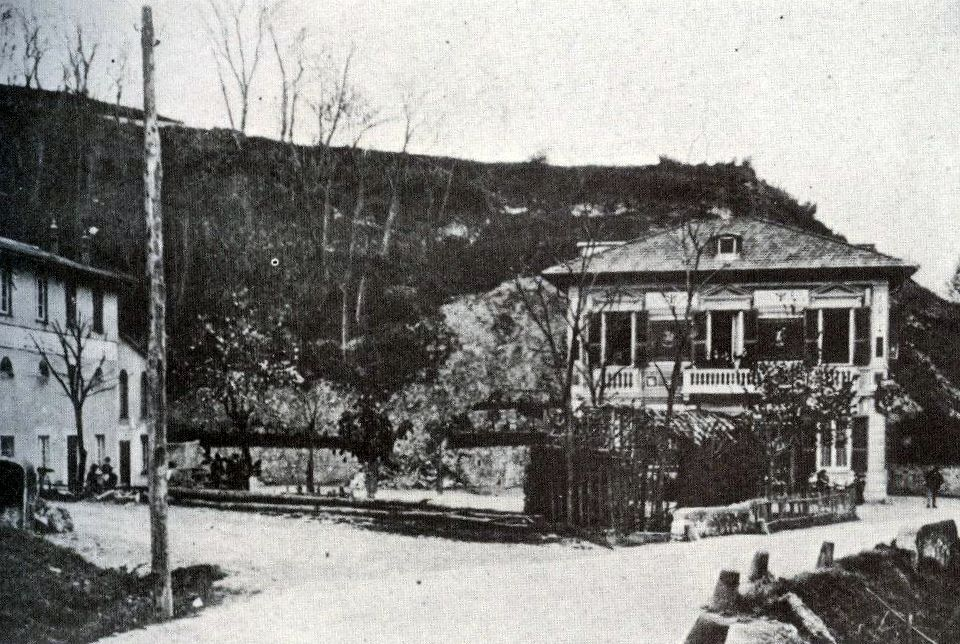
La brasserie à Savignone photographiée en 1909

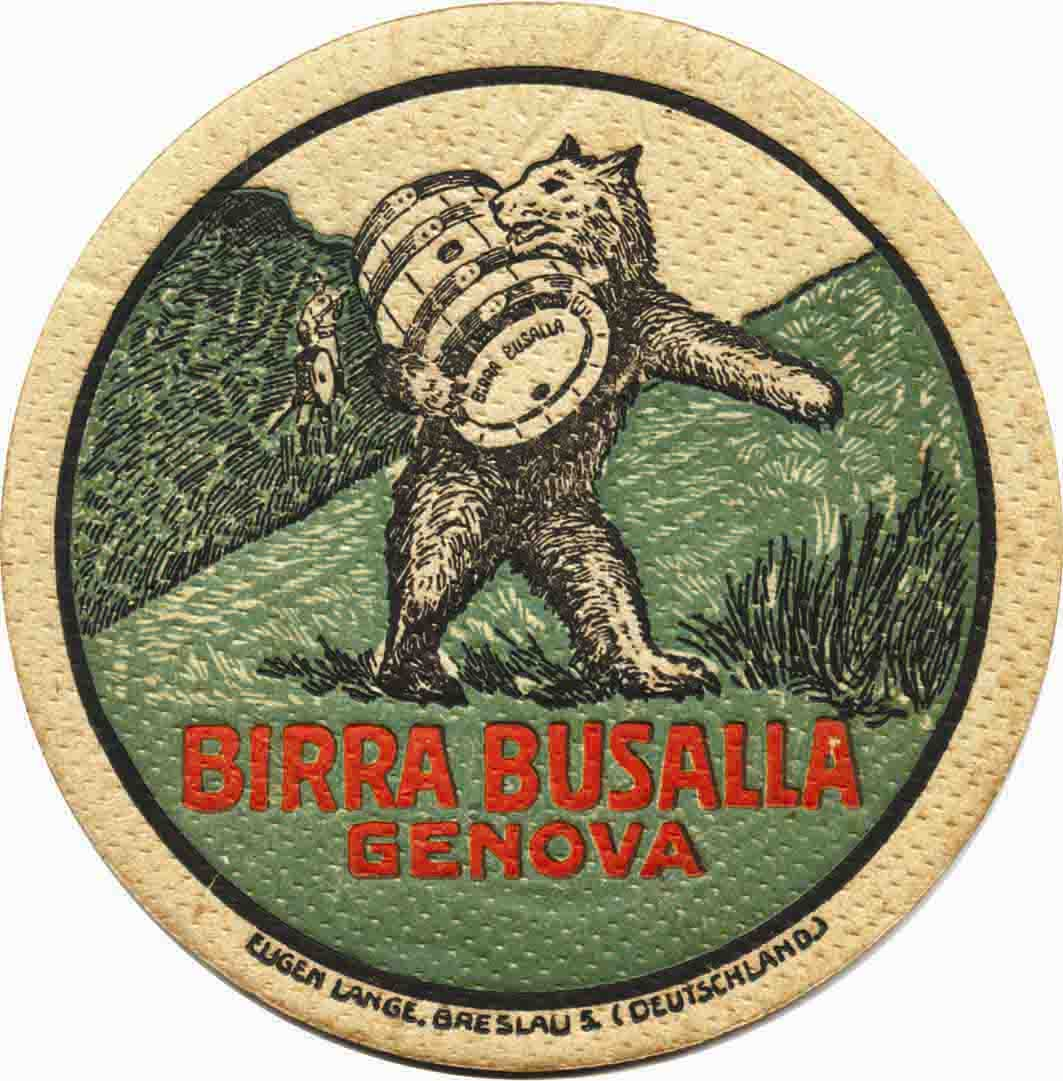

La bière Busalla est une bière italienne produite par la brasserie de même nom, fondée en 1905 par trois entrepreneurs en 1905 à Savignone, dans la province de Gênes, en Ligurie. Fermée en 1929, cette brasserie a été recréée en 1999.

## Sources
- (it) Cet article est partiellement ou en totalité issu de l’article de Wikipédia en italien intitulé « Birra Busalla » (voir la liste des auteurs).